# Рябкин, Генрих Семёнович
Ге́нрих Семёнович Ря́бкин (20 сентября 1927, Ленинград — 26 октября 1992, Санкт-Петербург) — советский драматург, киносценарист.

## Биография
Родился в Ленинграде. В 1954 году окончил Ленинградский электротехнический институт имени В. И. Ульянова (ныне — Санкт-Петербургский электротехнический университет).
Ещё во время учёбы вместе с однокурсниками Михаилом Гиндиным и Кимом Рыжовым под псевдонимом Гинряры участвовал в создании юморесок и сатирических обозрений. Первый шумный успех выпал на их студенческий сатирический мюзикл «Весна в ЛЭТИ» (композитор Александр Колкер), сыгранный в мае 1953 года на сцене ДК «Выборгский». В дальнейшем, уже работая по специальности, они стали авторами обозрения «А мы отдыхаем так…», показанного на VI Всемирном фестивале молодёжи и студентов в Москве (1957).
Получив приглашение от Аркадия Райкина, несколько лет под псевдонимом и без писали для его Ленинградского театра миниатюр.
Как киносценарист Рябкин дебютировал снятой на «Ленфильме» лентой «Зайчик» (1964). Впоследствии много работал для кино.
Кроме киносценариев писал и для театра. Самая известная пьеса — комедия «В этой девушке что-то есть». Автор миниатюр
В 1970—1980-е годы в СССР многократно издавались сборники его литературных произведений. Выступал с публицистическими статьями в печати.
Член Союза кинематографистов СССР, Член Союза театральных деятелей РСФСР.
В 1988 году одним из первых открыл в Ленинграде частное арт-кафе «Тет-а-тет».
Умер 26 сентября 1992 года в Санкт-Петербурге. Похоронен на Комаровском кладбище.

## Драматургия
- «В этой девушке что-то есть»
- «Модели сезона»
- «Ночь в купе»
- «Такси в течение получаса»
- «Почему он молчит? …»
- «Семь дней на бюллетене»

## Фильмография
- 1964 — Зайчик
- 1968 — «Отцы-одиночки», сюжет в киножурнале «»Фитиль»
- 1971 — Где вы, рыцари?
- 1975 — Под крышами Монмартра
- 1977 — Будьте моей тещей!
- 1979 — На исходе лета
- 1982 — Никто не заменит тебя
- 1985 — Грустить не надо (музыкальный телефильм)